# الکساندر باشیلوف
الکساندر الکساندرویچ باشیلو (روسی: Александр Александрович Башилов ) (۳۱ اوت ۱۷۷۷ در هلوخیف - ۳۱ دسامبر ۱۸۴۷ در مسکو) افسر ژنرال روسی دوره جنگ های ناپلئونی بود که بعداً به برنامه ریزی شهری مسکو و حومه آن مشغول شد.

## حرفه نظامی
الکساندر باشیلوف که برای فارغ التحصیلی از سپاه پیج مأموریت یافته بود، در ژانویه ۱۷۹۸ به هنگ نخبه پرئوبراژنسکی پیوست. او که دستیار پل اول روسیه بود، به سرعت در اکتبر ۱۸۰۰ به درجه سرهنگی رسید. در فوریه ۱۸۰۲ او را به دلیل "رفتار ناشایست در یک تئاتر" از عنوان دادگاه محروم کردند و به یک هنگ پیاده نظام درجه دو منتقل کردند. او در نوامبر ۱۸۰۳ بازنشسته شد اما در سال ۱۸۰۶ به عنوان افسر فرمانده هنگ تامبوف به خدمت فعال بازگشت.
باشیلف در چهار کمپین شرکت داشت:
- ۱۸۰۷ - فرمانده هنگ در برابر فرانسوی ها در طول جنگ ائتلاف چهارم
- ۱۸۰۹ - فرمانده بریگاد در لشکرکشی گالیسیا و بلغارستان علیه ترکها در طول جنگ روسیه و عثمانی ، به ویژه محاصره پازارژیک . در ژوئن ۱۸۱۰ به درجه سرلشکر ارتقا یافت
- ۱۸۱۲ - فرمانده بریگاد علیه فرانسوی ها در جریان تهاجم فرانسه به روسیه . به ارتش نظارتی الکساندر تورماسوف منصوب شد و در کوبرین و گورودچنا (۳۱ ژوئیه ۱۸۱۲) درگیر عملیات دفاعی بود و نشان سنت جورج ، درجه چهارم را برای دومی دریافت کرد.
- ۱۸۱۳ - محاصره تورون . باشیلف مجروح شد و در ماه مه ۱۸۱۳ به دلایل سلامتی از ارتش بازنشسته شد.

## برنامه‌ریز شهری
در سال ۱۸۲۵ باشیلف به خدمات دولتی در دفتر فرماندار مسکو بازگشت. در طول جنگ روسیه و عثمانی او همچنین یک مأموریت موقت در لجستیک ارتش داشت. در سالهای ۱۸۳۰-۱۸۳۲، باشیلوف ریاست کمیسیون ساختمان مسکو (Комиссия строений в Москве) را بر عهده داشت.
باشیلف در زمانی که مسکو هنوز در حال بهبودی پس از نابودی آتش‌سوزی مسکو بود به مدیریت شهری پیوست. او به خاطر کاشت پارک در اطراف کاخ پتروفسکی (در آن زمان یک حومه دوردست شمال غربی) و برنامه ریزی شبکه شهری معمولی در امتداد بزرگراه پترزبورگ (خطوط لنینگرادسکی کنونی) و شمال کاخ ( منطقه ساویولوفسکی کنونی ) به یاد می آید. این شبکه عمدتاً تا امروز زنده مانده است، از جمله خیابان های باشیلوفسکایا و نوایا باشیلوکا . باشیلف صاحب خانه ای در بزرگراه پترزبورگ بود و آن را به گردانندگان رستوران معروف یار اجاره کرد. این بزرگراه به زودی به یک منطقه تفریحی طبقه بالا تبدیل شد، در حالی که حومه باشیلوکا یک منطقه طبقه کارگر باقی ماند.
باشیلف و پسرش الکساندر (۱۸۰۷-۱۸۵۴) در قطعه ۱۴ گورستان واگانکوو به خاک سپرده شدند. باشیلف کتابی از خاطرات درباره سلطنت پل اول نوشت که پس از مرگ در سال ۱۸۷۱ چاپ شد.